# Карпенья

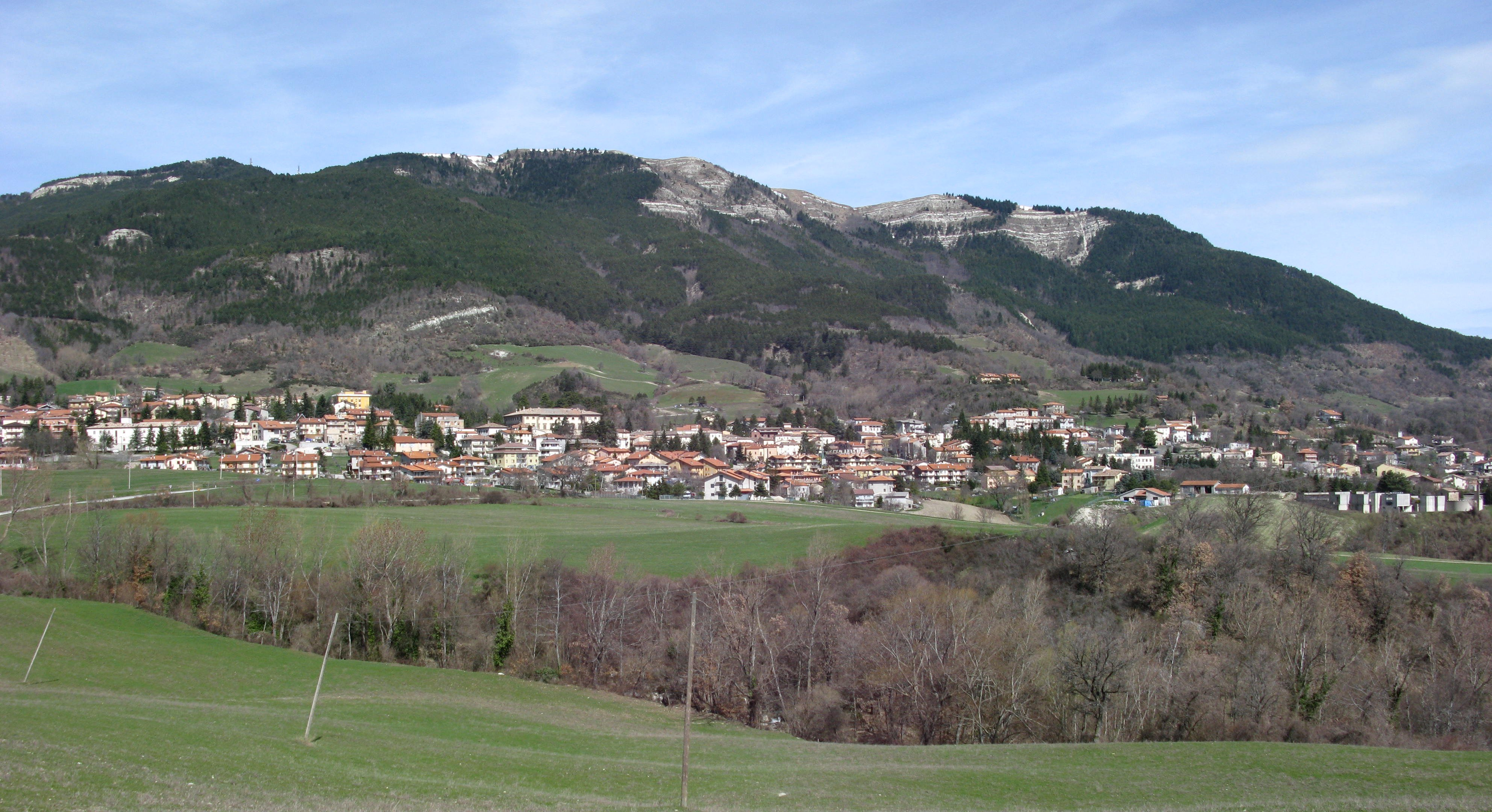
Панорама карпеньї

Карпенья (італ. Carpegna) — муніципалітет в Італії, у регіоні Марке, провінція Пезаро і Урбіно.
Карпенья розташована на відстані близько 210 км на північ від Рима, 100 км на захід від Анкони, 50 км на захід від Пезаро, 25 км на захід від Урбіно.
Населення — 1682 особи (2014).
Покровитель — Sant'Antonio di Padova.

## Демографія
Населення за роками:

Станом на 1 січня 2023 року в муніципалітеті офіційно проживало 178 іноземців з 27 країн, серед них 49 громадян країн Євросоюзу та 6 громадян України.

## Сусідні муніципалітети
- Бельфорте-алл'Ізауро
- Борго-Паче
- Фронтіно
- Меркателло-суль-Метауро
- Монтекопіоло
- Пеннабіллі
- П'яндімелето
- П'єтраруббія
- Сант'Анджело-ін-Вадо
- Сестіно